# Schönenberg-Kübelberg
Schönenberg-Kübelberg – miejscowość i gmina w Niemczech, w kraju związkowym Nadrenia-Palatynat, w powiecie Kusel, siedziba gminy związkowej Oberes Glantal. Do 31 grudnia 2016 siedziba gminy związkowej Schönenberg-Kübelberg.